# Baixo Alentejo (underregion)

Karta över Portugals kommunalförbund

Baixo Alentejo (svenska Södra Alentejo) är en statistisk underregion (NUTS 3) i södra Portugal.                                                                                                                                                            
Den är en del av den statistiska regionen Alentejo (NUTS 2), och omfattar största delen av  distriktet Beja.
Ytan uppgår till 8.544 km² och befolkningen till 126 692 invånare (2011).
Underregionen (NUTS 3) Baixo Alentejo sammanfaller geografiskt med Comunidade Intermunicipal do Baixo Alentejo ("Baixo Alentejos kommunalförbund").

## Kommuner
Baixo Alentejo omfattar 13 kommuner (concelhos).

- Aljustrel
- Almodôvar
- Alvito
- Barrancos
- Beja
- Castro Verde
- Cuba
- Ferreira do Alentejo
- Mértola
- Moura
- Ourique
- Serpa
- Vidigueira

## Största städer
- Beja (Huvudort)
- Serpa
- Moura